# Tetramorium politum
Tetramorium politum är en myrart som beskrevs av Carlo Emery 1897. Tetramorium politum ingår i släktet Tetramorium och familjen myror. Inga underarter finns listade i Catalogue of Life.